# Michael McCarron
Michael McCarron (* 7. März 1995 in Macomb, Michigan) ist ein US-amerikanischer Eishockeyspieler, der seit Januar 2020 bei den Nashville Predators aus der National Hockey League unter Vertrag steht. Zuvor verbrachte der rechte Flügelstürmer über sechs Jahre in der Organisation der Canadiens de Montréal. Bei der Weltmeisterschaft 2025 gewann McCarron mit der Nationalmannschaft der Vereinigten Staaten die Goldmedaille.

## Karriere
Mike McCarron spielte als 14-Jähriger für das Honeybaked U16-Team in Michigan, bei denen er in 28 Partien 12 Tore und 16 Assists erzielte sowie 44 Strafminuten erhielt. In der Saison 2010/11 absolvierte er 38 Partien für das Honeybaked U18-Team. Er erzielte sechs Partien und 12 Assists bei insgesamt 88 Strafminuten. Am Ende der Saison wurde er im OHL Priority Selection von den Belleville Bulls an 107. Stelle ausgewählt.
In der Saison 2011/12 wurde Michael McCarron in das USA Hockey National Team Development Program aufgenommen. In 53 Partien erzielte er sechs Tore und 21 Assists (total 128 Strafminuten). Bei der World U-17 Hockey Challenge 2012 erzielte er in fünf Spielen ein Tor und ein Assist. Ende der Saison wurde er im USHL Entry Draft von den Lincoln Stars an 74. Position ausgewählt. Außerdem erwarben die London Knights seine OHL-Rechte von den Belleville Bulls. McCarron spielte eine weitere Saison für das NTDP, wo er in 55 Spielen 14 Tore schoss und 20 weitere vorbereitete (Plus-6-Bilanz). Insgesamt wurde er für 180 Minuten auf die Strafbank geschickt. Zudem spielte er auch an der Eishockey-Weltmeisterschaft der U18-Junioren 2013. In sieben Spielen schoss er drei Tore und erzielte zwei Assists bei 14 Strafminuten.
Während der Saison 2014/15 wechselte McCarron von den London Knights zu den Oshawa Generals und gewann mit ihnen am Saisonende den J. Ross Robertson Cup sowie den Memorial Cup, wobei er bei letzterem ins All-Star Team des Turniers gewählt wurde. Mit Beginn der Saison wechselte er in die Organisation der Canadiens de Montréal, die ihn im NHL Entry Draft 2013 an 25. Position ausgewählt hatten. Er begann erwartungsgemäß beim Farmteam, den St. John’s IceCaps in der American Hockey League, debütierte allerdings bereits im Dezember 2015 bei den Canadiens in der National Hockey League und kam dort bis zum Ende der Spielzeit auf 20 Einsätze.
Nach knapp sechseinhalb Jahren in der Organisation der Canadiens wurde McCarron im Januar 2020 im Tausch für Laurent Dauphin an die Nashville Predators abgegeben.

### International
Bei der Weltmeisterschaft 2025 gewann McCarron mit der Nationalmannschaft der Vereinigten Staaten die Goldmedaille. In zehn Turnierspielen sammelte er dabei zwei Scorerpunkte, die er zum ersten Titelgewinn der US-Amerikaner seit 65 Jahren beisteuerte.

## Erfolge und Auszeichnungen
- 2015 J.-Ross-Robertson-Cup-Gewinn mit den Oshawa Generals
- 2015 Memorial-Cup-Gewinn mit den Oshawa Generals
- 2015 Memorial Cup All-Star Team
- 2016 Teilnahme am AHL All-Star Classic

### International
- 2012 Silbermedaille bei der World U-17 Hockey Challenge
- 2013 Silbermedaille bei der U18-Junioren-Weltmeisterschaft
- 2025 Goldmedaille bei der Weltmeisterschaft

## Karrierestatistik
Stand: Ende der Saison 2024/25

### International
Vertrat die USA bei:
- World U-17 Hockey Challenge 2012
- U18-Junioren-Weltmeisterschaft 2013
- Weltmeisterschaft 2025

(Legende zur Spielerstatistik: Sp oder GP = absolvierte Spiele; T oder G = erzielte Tore; V oder A = erzielte Assists; Pkt oder Pts = erzielte Scorerpunkte; SM oder PIM = erhaltene Strafminuten; +/− = Plus/Minus-Bilanz; PP = erzielte Überzahltore; SH = erzielte Unterzahltore; GW = erzielte Siegtore; 1 Play-downs/Relegation; Kursiv: Statistik nicht vollständig)